# Rocky Ridge (Ohio)
Rocky Ridge è un villaggio degli Stati Uniti d'America, situato nello stato dell'Ohio, nella contea di Ottawa.